# Berend Lindner

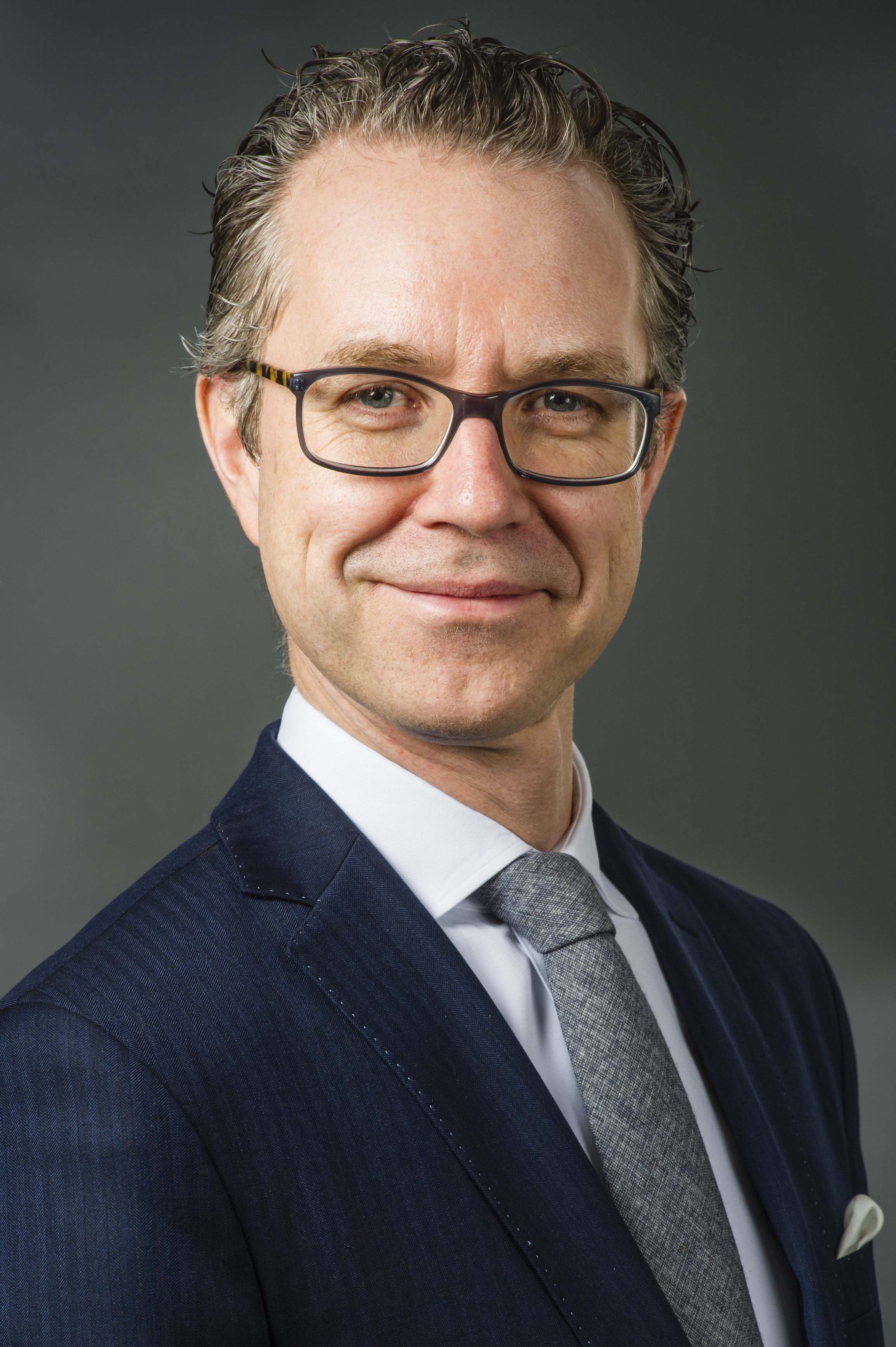
Berend Lindner, 2018

Berend Lindner (* 5. Mai 1975 in Celle) ist ein deutscher Jurist, politischer Beamter und Politiker (CDU). Vom 22. November 2017 bis 8. November 2022 war er Staatssekretär im Niedersächsischen Ministerium für Wirtschaft, Arbeit, Verkehr und Digitalisierung. Seit dem 20. Dezember 2022 ist er Senatsmitglied im Niedersächsischen Landesrechnungshof.

## Leben
Nach dem Abitur am Gymnasium Ernestinum Celle (1994) und dem Wehrdienst in Neumünster und Celle (1994–1995) nahm Lindner 1995 ein Studium der Rechts- und Politikwissenschaften an der Universität Göttingen auf und trat 1997 in die CDU ein. Das Studium schloss er 2000 mit dem Ersten Juristischen Staatsexamen ab und absolvierte in der Folge ein Promotionsstudium an der Universität Göttingen, welches er im Jahr 2001 mit der Promotion zum Dr. iur. beendete. Es folgten ein Masterstudium an der University of Cambridge mit dem Abschluss als LL.M., ein Referendariat in Lüneburg und Hamburg (2002–2004) sowie das Ablegen des Zweiten Juristischen Staatsexamens im Jahr 2004.
Ab 2005 war Lindner als Richter am Landgericht Lüneburg und am Amtsgericht Tostedt tätig, ehe er 2007 persönlicher Referent bzw. Büroleiter des Ministerpräsidenten Christian Wulff in der Niedersächsischen Staatskanzlei wurde. Am 22. Juli 2010 wurde der Jurist zum Richter am Oberlandesgericht Celle berufen, war jedoch bereits seit dem Amtsantritt von Christian Wulff als Bundespräsident am 1. Juli 2010 an das Bundespräsidialamt abgeordnet. Dort war Lindner bis 2011 als Leiter des Referats Reden/Innenpolitik tätig, ehe er seiner Berufung zum Richter nach Celle folgte.
Bereits 2012 verließ Berend Lindner das Oberlandesgericht wieder und wurde stellvertretender Fraktionsgeschäftsführer und Justitiar der CDU-Fraktion im Niedersächsischen Landtag. Nach der Landtagswahl 2017 wurde er Fraktionsgeschäftsführer der CDU-Fraktion und am 22. November 2017 von Minister Bernd Althusmann zum Staatssekretär im Niedersächsischen Ministerium für Wirtschaft, Arbeit, Verkehr und Digitalisierung berufen. Als Staatssekretär übernahm Lindner für das Land Niedersachsen auch mehrere Aufsichtsmandate, unter anderem in den Verwaltungsräten der NBank (Vorsitz) und der Niedersächsischen Landesforsten AöR sowie in den Aufsichtsräten der Tourismus Marketing Niedersachsen GmbH (Vorsitz), der Innovationszentrum Niedersachsen GmbH (Vorsitz), der Flughafen Hannover-Langenhagen GmbH und der nordmedia - Film- und Mediengesellschaft Niedersachsen/Bremen mbH. Im Zuge des Amtsantritts des Kabinetts Weil III schied er am 8. November 2022 aus dem Staatssekretärsamt sowie kurz darauf auch aus den Aufsichtsmandaten aus. Im Dezember 2022 wurde er Senatsmitglied im Niedersächsischen Landesrechnungshof.
Lindner ist Alumnus der Studienstiftung des deutschen Volkes und des Cambridge European Trust.

## Schriften (Auswahl)
- Entstehung und Untergang von Körperschaften des öffentlichen Rechts (Dissertation), Frankfurt am Main: Lang, 2002.
- Zur Klagebefugnis natürlicher und juristischer Personen für Nichtigkeitsklagen gem. Art. 230 IV EG gegen EG-Verordnungen, in: NVwZ 2003, S. 569ff.
- Unschuldig - schuldlos, in: Neue Rundschau 2003, S. 43ff.
- Zum Verlust des Körperschaftsstatus bei korporierten Religions- und Weltanschauungsgemeinschaften, in: VerwArch 95 (2004) S. 88ff.
- Wofür braucht Niedersachsen einen Vertrag mit muslimischen Verbänden?, Vechta-Langförden: Geest-Verlag, 2016.
- Kommentierung zu Art. 39 NV, in: Butzer/Epping, Hannoverscher Kommentar zur Niedersächsischen Verfassung, 2. Aufl., Baden-Baden: Nomos, 2021.